# 回纹针行动

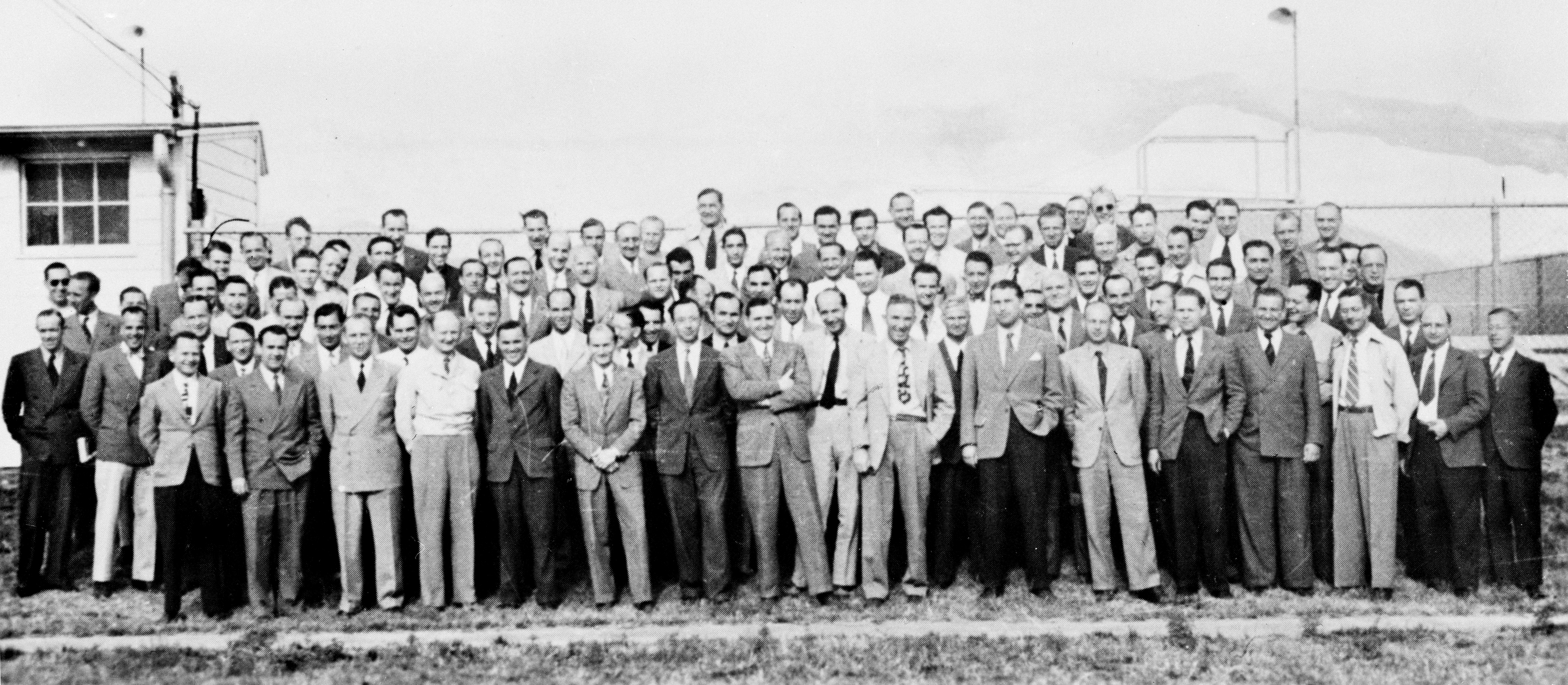
被带到美国的104名纳粹德国火箭专家，攝於德州布利斯堡（Fort Bliss）

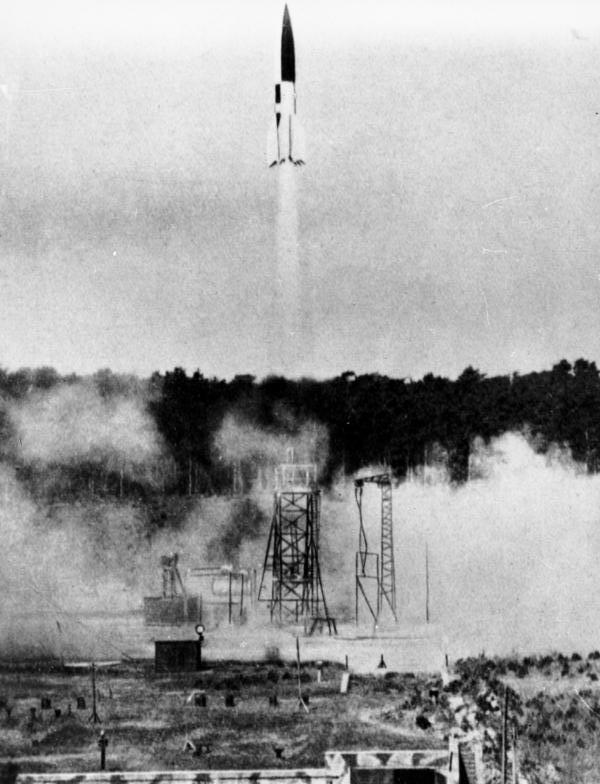
V-2火箭的发射, 位于在德国东北的波罗的海沿岸佩内明德镇（1943年）

回形针行动（英語：Operation Paperclip，1945-1990）是第二次世界大战末期，美国戰略情報局把超过1,600名的原纳粹德国科学家，工程师和技师秘密引进到美国的一次情报行动。活动由JIOA（Joint Intelligence Objectives Agency）主导，主要由美国陆军防谍队的特工完成。其中，引进的大部分人是纳粹党的前成员，有些是前领导人。
回形针行动的主要目的是获取美苏冷战和太空竞赛的优势。1946年10月22日，苏联在相似的奥索维亚欣行动中转移了2,200名德国专家，加上家属总计超过6,000人。
1945年2月，盟军远征部队最高司令部建立了特殊分部T-Force。到6月，分部人员扩张到超过2,000人。T-Force检查了5,000个德国目标，重点是合成橡胶、炼油、新型武器设计、V-2火箭武器、喷气和火箭动力飞行器、海军装备、场收音机、隐写墨水、航空医学研究、滑翔器和“科学、工业人士”。
4月末，当大量德国科学家暴露时，特殊分部成立了敌方人员开发部（Enemy Personnel Exploitation Section）来管理和审讯他们。敌方人员开发部建立了一个叫DUSTBIN的拘禁中心，一开始位于巴黎，后来在法兰克福外的克兰斯堡城堡。1945年7月20日，美国参谋长联席会议（JCS）开始了第一个秘密招募项目，叫做遮盖行动（Operation Overcast），起初是为了“加快结束日本战争并帮助我们的战后军事研究”。遮盖这个词来自德国科学家的家属，用来称呼他们在巴伐利亚被控制的地方。1945年夏末，JCS建立了联合情报委员会的分部JIOA，直接监督遮盖行动和回形针行动。JIOA的代表包括军队情报部长，海军情报长官，空军情报助理长官和国务院代表。1945年11月，遮盖行动被美国陆军军械兵团改名为回形针行动，因为他们会在愿意为美国工作的火箭专家的档案上加一个回形针。
这些科学家包括当年参与纳粹德国V-2火箭的研制的主要专家如冯·布劳恩的火箭团队、瓦尔特·罗伯特·多恩伯格、阿图尔·鲁道夫等，这些科学家后来为美国的太空计划奠下重要根基。
在1946年9月3日发出的秘密命令中，杜鲁门正式批准回形针行动，同时扩大该行动，对1,000名德国科学家进行“临时的、有限的军事拘禁”。

## 奥森伯格名单（Osenberg List）
第二次世界大战末期，因为没在巴巴罗萨行动和蓝色方案中打败苏联，德国处于后勤劣势。这些失败的战争耗尽了德国的资源，其军工综合体没有准备好保护大日耳曼帝国免受红军的西进反击。1943年初，德国政府开始从战场上召回一些科学家、工程师和技师。他们继续科研发展工作，以提高德国在与苏联进行持久战时的防御力。这次召回行动包括让4,000名火箭科学家回到德国东北沿海的佩讷明德。
一夜之间，博士从炊事工作中解放了，理學碩士从勤務兵中被召回，数学家从烘焙室涌出，精密器械师也不再当卡车司机了。（来自 Dieter K. Huzel的《Peenemünde to Canaveral》）
纳粹政府在召回他们需要的知识分子时，首先需要定位这些科学家、工程师和技师，并检查他们的政治和意识形态的可靠性。沃纳·奥森伯格作为国防研究协会（Defense Research Association，Wehrforschungsgemeinschaft ）的科学工程领队，将政审通过的人记录在奥森伯格名单中，从而恢复他们的科学工作。
1945年3月，一位波兰实验室技师在波恩大学的厕所中，发现其中塞有奥森伯格名单的一些部分。随后，秘密情报局（MI6）获取该名单，并传给美国情报机构。罗伯特·B·斯塔弗（Robert B. Staver）少校是美国陆军军械兵團研究和情报部門的喷气动力分部主任，他用奥森伯格名单编纂了要抓捕和审问的德国科学家名單。其名單榜首是德国最好的火箭科学家韦恩赫尔·冯·布劳恩。

## 定位
1945年，馮·布勞恩和他的一千多名同事決定向美國人投降。一位工程師後來回憶他們的選擇：「我們鄙視法國人，我們很怕蘇聯人，我們不相信英國人能負擔得起我們的費用。所以只剩下美國人了。」1945年6月20日，他們從德國東部往西接近美軍，以躲避推進的蘇聯軍隊。
在遮蔽行动中，斯塔弗少校的本意是采访这些科学家，但是他从中获取的信息令他改变了行动的目的。1945年5月22日，他向美国五角大楼总部的乔尔·霍姆斯上校发送电报，敦促说，让德国科学家及其家庭成员撤离是“太平洋战争中最重要的努力”。大部分奥森伯格名单中的工程师在波罗海岸的德国佩讷明德军事研究中心工作，开发V-2火箭。抓捕他们以后，盟军最开始在德国南部的兰茨胡特安置他们和他们的家庭。
从1945年7月19日起，美国JCS通过遮蔽行动抓捕了一些ARC火箭科学家。然而，因为当地人知道了“遮蔽营地”这个科学家总部的名字，该行动在1945年11月改名为回形针行动。虽然行动是秘密的，但是仍有媒体在该年末采访到了其中几位科学家。

## 关键人物（不完整的列表）

### 火箭
- Rudi Beichel[18]
- Magnus von Braun
- 沃纳·冯·布劳恩
- Werner Dahm
- Konrad Dannenberg
- Kurt H. Debus
- 瓦尔特·罗伯特·多恩伯格
- Ernst R. G. Eckert
- Krafft Arnold Ehricke
- Otto Hirschler[19]
- Hermann H. Kurzweg[20]
- Fritz Mueller
- Eberhard Rees
- Gerhard Reisig[21]
- Georg Rickhey
- Werner Rosinski[22]
- Ludwig Roth
- Arthur Rudolph
- Ernst Steinhoff
- Ernst Stuhlinger
- Bernhard Tessmann
- 迪亞特·格勞
- Georg von Tiesenhausen（参阅在美国的德国火箭科学家列表（英语：List of German rocket scientists in the US））

### 航空工程
- Sighard F. Hoerner
- Siegfried Knemeyer
- Alexander Martin Lippisch
- Hans Multhopp
- 汉斯·冯·奥海恩
- 庫爾特·譚克

### 建筑
- Heinz Hilten[23]
- Hannes Luehrsen[24]

### 医学
- Hans Antmann
- Kurt Blome
- Erich Traub
- Walter Schreiber
- Richard Lindenberg
- Hubertus Strughold[25]

### 电子学
- Hans Hollmann
- Kurt Lehovec
- Johannes Plendl
- Heinz Schlicke
- Hans K. Ziegler

### 材料学
- Claus Scheufelen[26]
- Rudolf Schlidt[27]

### 物理学
- Gunter Guttein[28]
- Gerhard Schwesinger[29]
- Helmut Weickmann[30]
- Friedwardt Winterberg

### 情报专家
- 莱茵哈德·盖伦
- 奥托·冯·博尔施温

## 另見
- 人才外流
- MKUltra計劃
- 布利斯堡
- 731部队

## 外部連結
- （英文）回形针行动（页面存档备份，存于）
- （英文）回形针行动档案（页面存档备份，存于）
- （英文）回形针行动（页面存档备份，存于）
- （英文）回形针行动（页面存档备份，存于）
- （英文）回形针行动案例档案